# Raffaele Chiurazzi
Raffaele Chiurazzi (Napoli, 24 febbraio 1875 – 3 dicembre 1957) è stato un poeta italiano.

## Biografia
Raffaele Chiurazzi poeta napoletano di "lacrime e sorrisi del popolo e del cuore",
così definito dalla targa commemorativa posta in suo onore in via Cristallini dai poeti dello "Sciaraballo".
Nato il 24 febbraio 1875 in un basso del Cavone a piazza Dante è tra i più rappresentativi autori teatrali della Napoli della prima metà del Novecento.
Nel 1905 vide la sua prima poesia stampata sul giornale che riportava firme di illustri poeti del tempo quali Salvatore Di Giacomo e Libero Bovio, dedicata alla campana della chiesa di S. Vincenzo alla Sanità.
Autore di sceneggiate come "Zappatore", tratta dalla canzone di Bovio e Albano rappresentata nel 1929 dalle più popolari compagnie teatrali del tempo e "O cumitato" rappresentata al Mercadante.
Il suo ingegno suscitò l'interesse di Salvatore di Giacomo che volle conoscerlo personalmente.
Si trasferì in Via Cristallini n. 46 con la nuora ed i figli Leopoldo, Clelia, Alfredo e Mario, luogo che vide i natali dei suoi cinque nipoti Alfredo, Lina, Renato, Rosaria e Antonio, fu  quel periodo la massima ispirazione poetica dell'artista e li vi morì il 3 dicembre 1957.
Autore dei versi della forse più nota "coscie'argiento" ancor oggi declamati attraverso i media, scrisse poi in onore di Napoli antica "Napole mia". Meritevole perché simbolo del sano sentire è poi "Dovere di patro" integralmente riportata.

## Opere
- 'O saluto 'e Primmavera
- "Vaco addu Clelia"
- Chiesa sulitaria
- Chiove
- L'amico
- 'O nemico
- Core giovane
- 'A forza e 'a debbulezza
- Palomma senza vuolo
- Doie stelle
- Rose rosse
- Sempe 'a stessa
- Ospedale militare
- Comm'a 'n artista
- 'O scrittore
- 'E cecate
- Quacche vvota
- 'A ghirlanda
- Violetta
- Dint'a nu palco
- Cosce argiento
- Primmavera!
- 'O canillo d'a vecchia
- Na mamma
- 'O cielo chiagne
- 'O carrista e 'o sciuraro
- Don Ferdinando
- 'O pezzente
- Giuvinotto
- Ammore campagnuolo
- Nu carofano
- 'O pianefforte
- Cantina 'e paese
- Pecché si' bbella

| Controllo di autorità | SBN DDSV015119 |